# Cilento Aglianico
Il Cilento Aglianico è un vino DOC la cui produzione è consentita nella provincia di Salerno. Si tratta di uno dei vini più apprezzati e famosi del sud italiano, ideale per accompagnare carne e formaggi.

## Caratteristiche organolettiche
- colore: rosso rubino.
- odore: vinoso caratteristico.
- sapore: secco, corposo, sapido.

## Produzione
Provincia, stagione, volume in ettolitri
- Salerno  (1990/91)  121,8
- Salerno  (1991/92)  60,48
- Salerno  (1992/93)  102,05
- Salerno  (1993/94)  59,12
- Salerno  (1994/95)  110,81
- Salerno  (1995/96)  56,0
- Salerno  (1996/97)  104,03